# Distrikt Santa María de Chicmo
Der Distrikt Santa María de Chicmo liegt in der Provinz Andahuaylas in der Region Apurímac in Südzentral-Peru. Der Distrikt wurde am 11. Dezember 1964 gegründet. Er hat eine Fläche von 156 km². Beim Zensus 2017 wurden 8770 Einwohner gezählt. Im Jahr 1993 lag die Einwohnerzahl bei 9928, im Jahr 2007 bei 9430. Die Distriktverwaltung befindet sich in der 3262 m hoch gelegenen Ortschaft Santa María de Chicmo mit 627 Einwohnern (Stand 2017). Santa María de Chicmo liegt knapp 11 km westlich der Provinzhauptstadt Andahuaylas. Die Nationalstraße 3S von Andahuaylas nach Chincheros führt durch den Distrikt.

## Geographische Lage
Der Distrikt Santa María de Chicmo liegt im Andenhochland im äußersten Osten der Provinz Andahuaylas. Die Längsausdehnung von SW-NO-Richtung beträgt 18 km sowie eine maximale Breite von 15 km. Der Südwesten wird über den Río Huancaray nach Westen, der Nordosten wird über den Río Chumbao nach Norden entwässert.
Der Distrikt Santa María de Chicmo grenzt im Westen an den Distrikt Uranmarca, im Norden an die Distrikte Ranracancha und Ocobamba (alle drei vorgenannten Distrikte liegen in der Provinz Chincheros), im Osten an den Distrikt Talavera, im Süden an den Distrikt Huancaray sowie im äußersten Südwesten an den San Antonio de Cachi.

## Ortschaften
Im Distrikt gibt es neben dem Hauptort Santa María de Chicmo folgende größere Ortschaften:
- Cascabamba (568 Einwohner)
- Chulluni Izquierdo (403 Einwohner)
- Moyabamba Baja (657 Einwohner)
- Nueva Esperanza (1802 Einwohner)
- Rebelde Huayrana (613 Einwohner)